# 巴巴拉·麦克林托克
芭芭拉·麦克林托克（英語：Barbara McClintock，1902年6月16日—1992年9月2日），美國著名女性細胞遺傳學家。由於發現基因轉座，在1983年獲得诺贝尔生理學或醫學奖，是首位没有共同得奖者、單獨獲得該獎項的女科學家。
出生於康乃狄克州哈特福市。 她於1923年畢業於康奈尔大学，並於1927年獲得同一所大學的植物科學博士學位。 在康奈爾大學和NRC擔任研究員之後，她於1936年至1941年成為密蘇里大學的講師。 從1942年到1967年，她成為華盛頓卡内基科学研究所遺傳學系冷泉港研究所的研究員。
麥克林托克在DNA的結構被揭示之前就發現了轉座子的存在，而且有一段時間， 她的開創性的理論長期以來一直被學術界所忽視。 該理論在後來的幾年中被分子生物學技術的發展所證明，她在81歲時獲得了諾貝爾獎，但是當她聽到這一消息時，麥克林托克喃喃地說“好吧！” 她說她像往常一樣回到了玉米田。
1970年，尼克松總統授予她美国国家科学奖章。1982年，她與利根川進（1987年諾貝爾醫學獎獲得者）一起，被哥倫比亞大學授予了路易莎·格罗斯·霍维茨奖。

## 早期生平

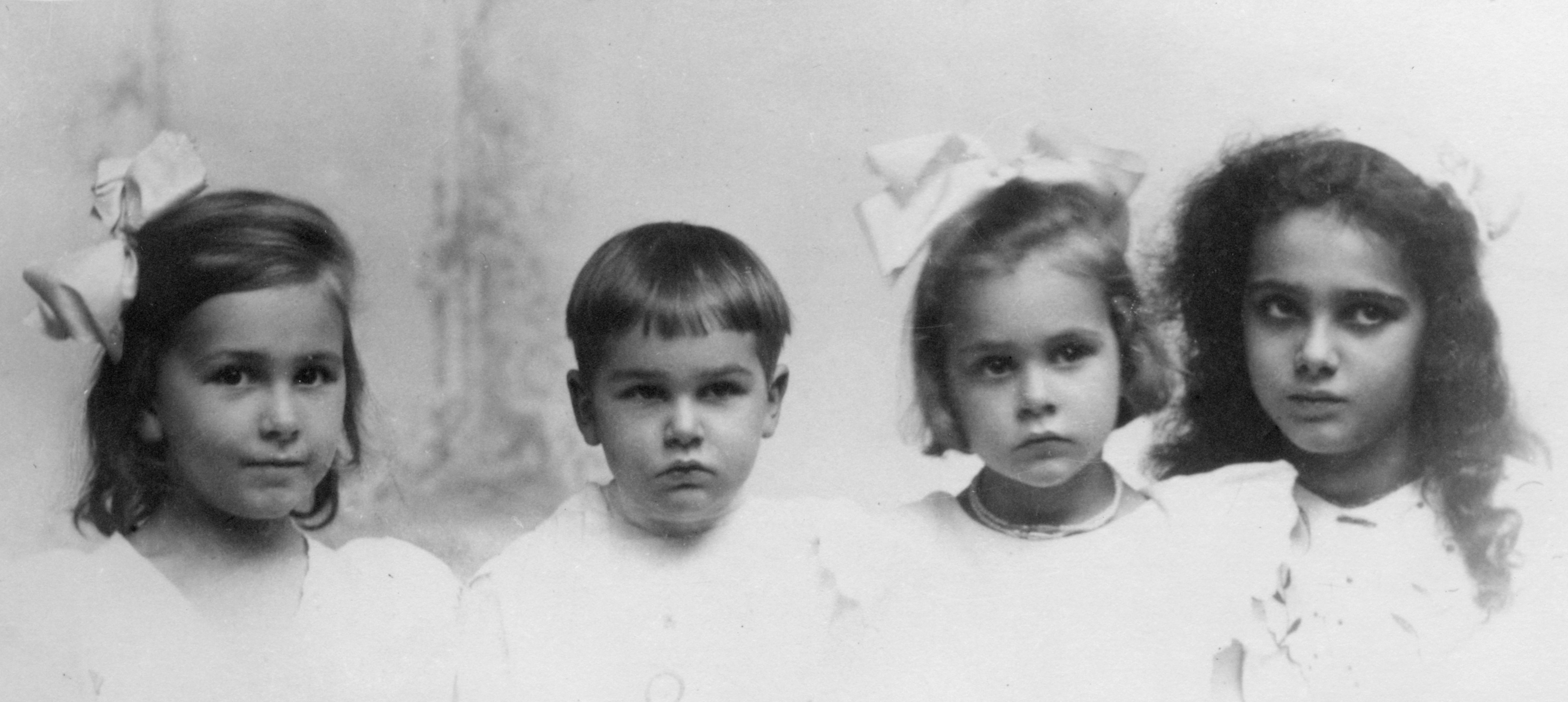
麥克林托克夫婦的孩子，從左到右：米尼安，湯姆，巴巴拉，和馬喬裏

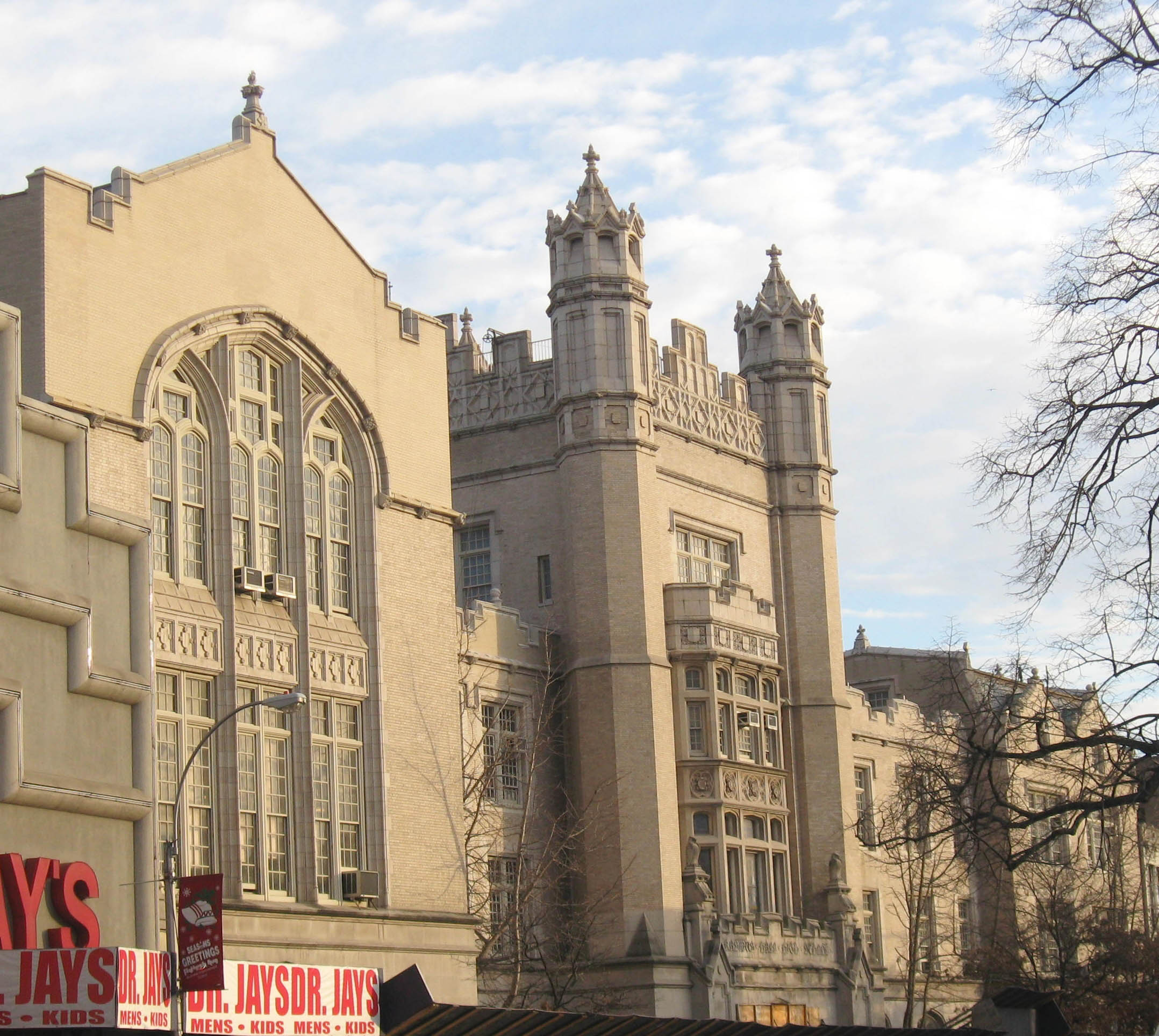
伊拉茲瑪斯殿堂高級中學

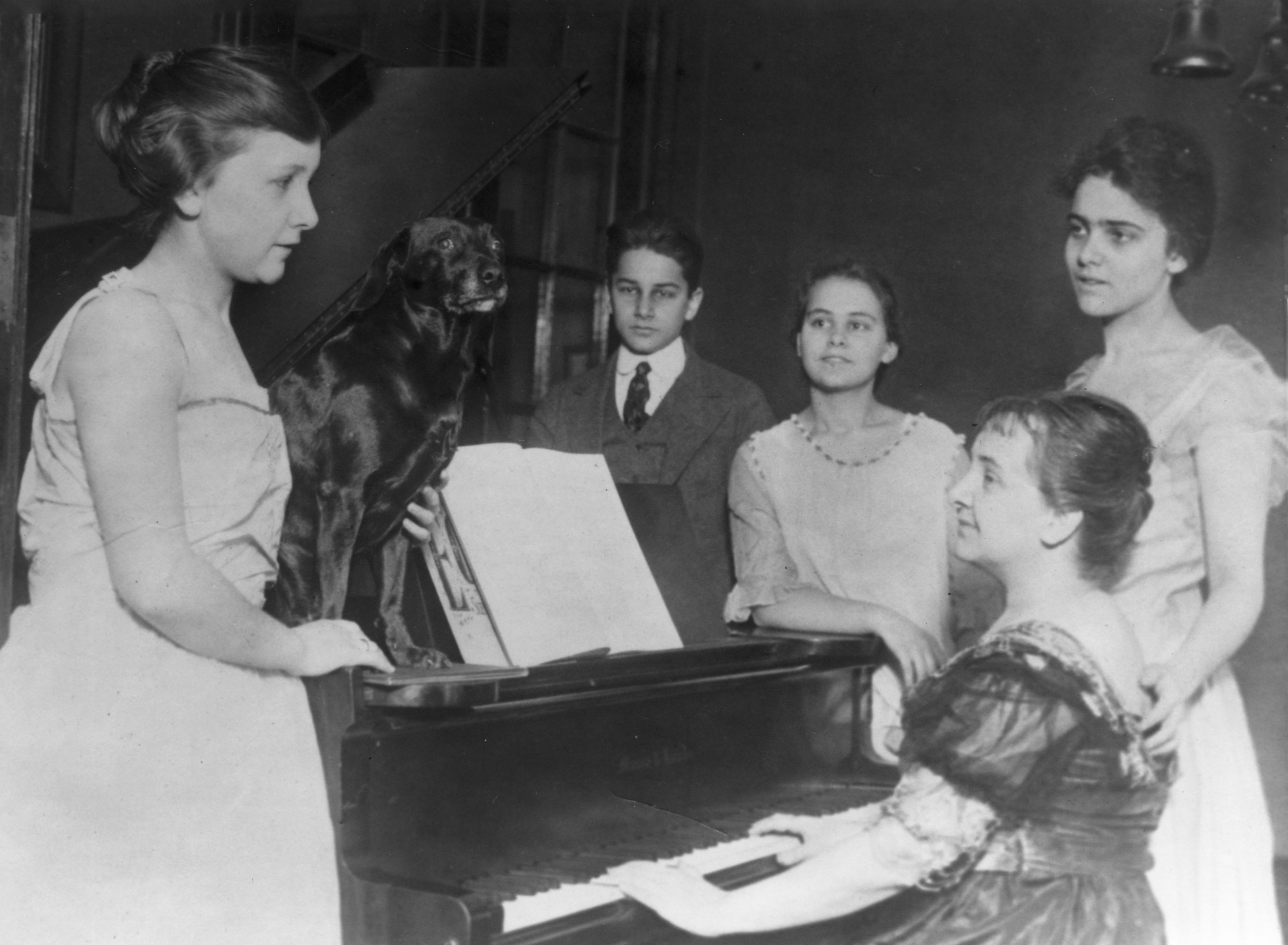
麥克林托克家庭，從左至右：米尼安，湯姆，巴巴拉，馬喬裏，和薩拉（在弹鋼琴）

芭芭拉·麥克林托克於1902年6月16日出生於康乃狄克州哈特福市，父親湯姆仕·麥克林托克（Thomas Henry McClintock）為英國移民是一名醫生，母親薩拉·漢迪·麥克林托克（Sara Handy McClintock）乳名葛蕾絲（Grace），是五月花號移民的後裔。芭芭拉的乳名為埃琳娜（Eleanor），是家中第三個孩子，分別有兩個姐姐馬喬裏（Majorie，1898年生）和米尼安（Mignon，1900年生）和一個弟弟湯姆（Malcolm Rider，1903年生）。後其父母覺得“埃琳娜”的名字過於女性化，便名為“芭芭拉”。芭芭拉自幼便十分獨立，非常善於獨處。大約從三歲起，芭芭拉都和姑姑及叔叔住在紐約布魯克林，以減輕父母的經濟負擔，因為當時她的父親正籌備建立診所而急需用錢。許多人形容芭芭拉是一位獨立的男人婆。她和父親的關係親密且緊扣，然而卻與母親關係不佳。
1908年麥克林托克全家前往紐約市布魯克林區，因此芭芭拉得以在紐約市繼續上學。她於1919年從伊拉茲瑪斯殿堂高級中學（Erasmus Hall High School）畢業。在讀高中期間，她對自然科學的興趣和求知慾不斷增長，並想上大學。畢業後順利考入康納爾大學農學院。但芭芭拉的母親薩拉受當時保守的氛圍影響而反對，認為女兒的高等教育會推遲她的婚姻（實際上，芭芭拉一直單身直到她去世）。因此不願意讓女兒去念大學。儘管如此，她的父親還是幫助了芭芭拉，由於父親的堅持，芭芭拉還是得以成功於1919年進入康納爾大學學習。大學學費是免稅的，母親在決定上大學後就積極地配合了這一程序。當時，女性上大學並不總是很普遍，但康奈爾大學是一所对于女性相對開放的大學。後來的父母記得當時的芭芭拉決定只去康奈爾大學，但芭芭拉說她不記得為什麼選擇康奈爾。

## 康奈爾大學的教育和研究

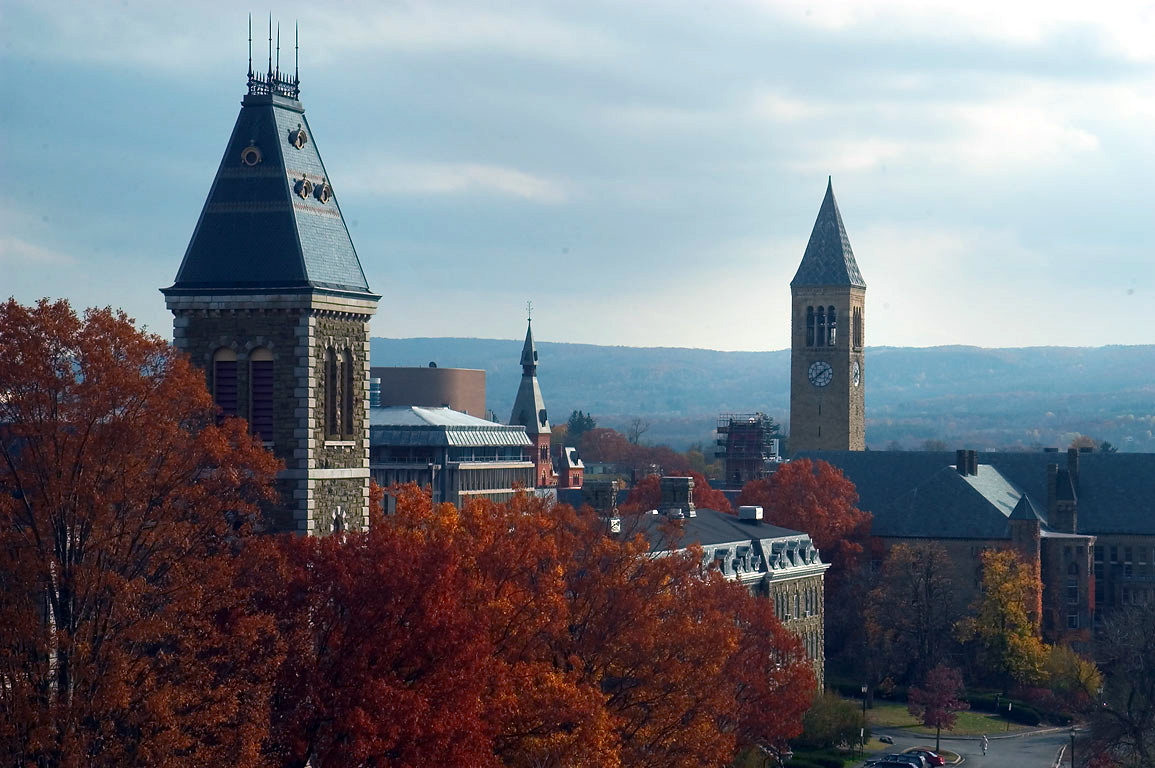
康乃爾大學的建筑

芭芭拉·麥克林托克於1919年考入康乃爾大學，於1923年順利畢業並獲植物學學士學位。芭芭拉在大學期間起初加入了一系列學生自治組織和姊妹會，但是她發現她的性格不適合加入這類組織。課餘之外她對音樂，特別是爵士樂深感興趣。芭芭拉對植物遺傳學的興趣始於1921年，當時她選修了由著名植物遺傳學和育種家克勞德·B·哈欽森（C. B. Hutchison）教授的遺傳學。哈欽森對芭芭拉的求知慾感動，在1922年專程打電話給她勸說她攻讀遺傳學研究生。芭芭拉後來回憶起這個電話時說：“毫無疑問，這個電話讓我確定了我的未來，我將要成為一名遺傳學家。” 本科畢業後，芭芭拉繼續在康乃爾大學攻讀碩士和博士學位，分別於1925年和1927年獲得植物學碩士和博士學位。

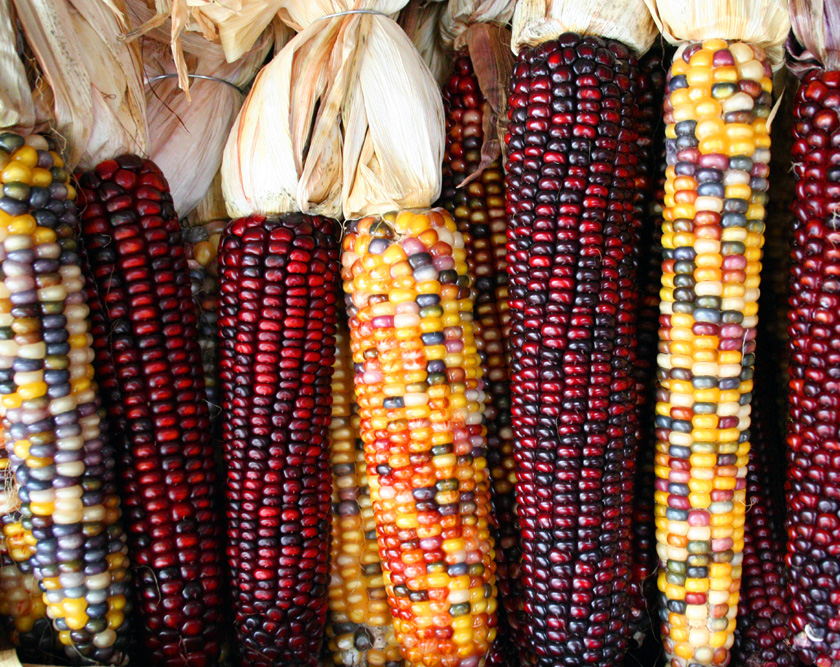
每粒玉米都是一個單獨的親本株的子代，並且由於它具有許多易於視覺辨認的特徵，因此當時的花形是遺傳研究的主題。 實際的紫色歸因於花青素，並且顏色表達的存在或不存在是從父母那裡繼承的。

從博士研究生期間開始，終身致力於玉米細胞遺傳學研究。1927年在康乃爾大學獲得植物學博士學位後，即成為該領域的先驅者。早期開創性工作有玉米染色體在減數分裂中的行為，如何利用細胞顯微技術觀察玉米染色體並從細胞學角度揭示遺傳學定律，以及生殖細胞在減數分裂中的基因重組和染色體互換行為。芭芭拉·麥克林托克繪製了第一張玉米遺傳圖譜，將表現型性狀定位到染色體上，並揭示了端粒和著絲粒的在穩定和保存遺傳物質上的角色。基於以上研究，芭芭拉·麥克林托克榮獲數項學術獎項並於1944年選為美國國家科學院院士。
1940年代至50年代，芭芭拉·麥克林托克首次發現並重點研究了玉米轉座子，並利用轉座理論解釋了玉米親代和子代間某些基因的開啓和關閉。由於轉座理論過於超前，在當時廣受質疑，因此芭芭拉·麥克林托克在1953年後即停止繼續發表相關研究結果。並轉而從事繼續研究南美洲玉米的細胞遺傳和民族植物學。10年後分子生物學最終證明了她的理論的正確性與前瞻性，並得到廣泛的認同。基於此，芭芭拉·麥克林托克被授予1983年諾貝爾生理學或醫學獎，為迄今為止唯一單獨獲此殊榮的女科學家。
在芭芭拉攻讀研究生和博士後/講師階段，細胞遺傳學是一門新興學科。芭芭拉一開始為植物細胞遺傳學先驅羅威爾·廊道夫（ Lowell Fitz Randolph）和萊斯特·夏普（Lester W. Sharp）的研究助理。後和當時一些著名的科學家在康乃爾一起從事玉米細胞遺傳學的研究。她所在的研究小組有許多當時非常有名的遺傳學家和植物育種家，如育種家馬庫斯·羅玆、遺傳學家乔治·韦尔斯·比德尔（後獲諾貝爾醫學或生理學獎）、當時女遺傳學家哈麗特·克萊登亦是這個研究組的博士研究生。當時植物育種系主任罗林斯·A·爱默生（遺傳學家，孟德爾定律的重新發現者）雖然對細胞遺傳學不甚瞭解，但對他們的研究工作給予很大的支持。
芭芭拉的早年工作重點是能在顯微鏡下觀察並區分不同玉米染色體的顯微技術。芭芭拉用洋紅色染液對玉米小孢子細胞進行染色，從而得以從形態學上描述玉米的一套完整染色體（n＝10）。通過大量觀察染色體型態，染色帶和玉米表現型，芭芭拉成功將部分性狀定位到染色體上並確定了其連鎖關係。同時芭芭拉還對三倍體玉米的染色體性狀進行描述，並在期刊《基因学》上發表了研究成果。該研究成果被馬庫斯·羅玆評為康乃爾大學1929－1935年科研重大突破之一。
1930年，芭芭拉在實驗中首次觀察到減數分裂時同源染色體交叉，芭芭拉和研究生哈麗特·克萊登共同對此現象進行了一系列研究，並於次年用實驗證明了染色體互換和連鎖基因的基因重組的關係。她們進一步研究揭示染色體互換能產生新性狀。在此之前，染色體交換導致基因重組只是托马斯·亨特·摩根提出的假說。麥克林托克和克萊登通過實驗首次證明了這個觀點的正確性。在此基礎上，芭芭拉於1931年發表了首張玉米連鎖遺傳圖譜，儘管這張圖譜非常簡單，僅僅是玉米9號染色體上三個基因的排列和相互距離。兩人其他研究成果還有發現染色體交換不僅發生在同源染色體，也發生在同一個著絲粒相連的兩個姐妹染色单体之間。隨後，芭芭拉於1938年對染色體著絲粒進行了研究，描述了其結構和染色體分裂時的細節過程。

### 博士後時代

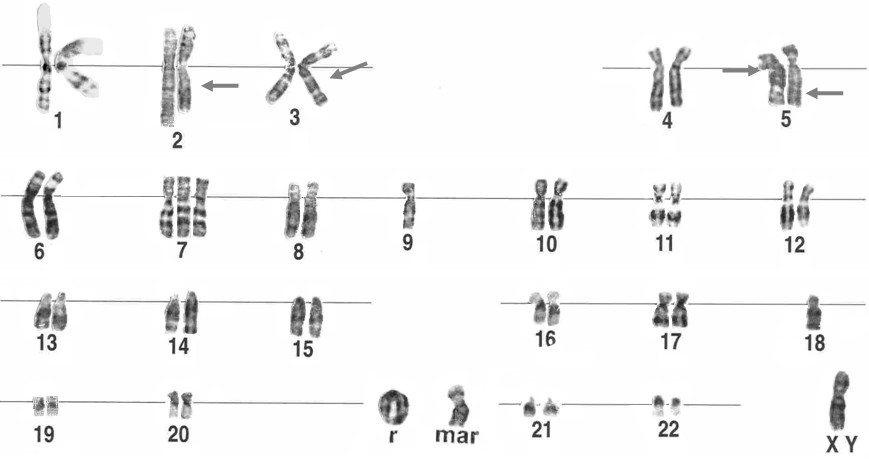
各種形狀的染色體。 最下面一行中間的“ r”是一個圓形染色體，雖然它不是人類中的第一個，但麥克林托克還是獨立地發現了這一點。

由於這些發現，並在他的同事們的支持下，麥克林托克獲得了美國國家科學研究委員會授予的為期兩年的研究獎學金。當時，康奈爾大學無意聘用女研究員作為全職教師，因此麥克林托克用這筆錢繼續在康奈爾大學，密蘇里大學和加利福尼亞理工學院（導師E.G.安德森）從事博士後研究。它成為一件事。但是，康奈爾大學除了支持麥克林托克的工作以外，甚至在離開康奈爾大學後，都將土地租給了麥克林托克，並藉出了實驗室設備。麥克林托克購買了一輛二手福特A型車作為代步車在大學和田野之間移動。麥克林托克用很少的生活費用支付了汽車維修費用，多年來沒有買新衣服。
1931年至32年，她加入密蘇里大學植物遺傳專業，和路易斯·斯塔德勒為同僚。斯塔德勒向她傳授了其剛剛研究成功的X-射線誘變技術。麥克林托克利用X-射線處理其實驗玉米後，發現了環狀染色體是由於X-射線將染色體部分破壞後，兩條染色體融合而來。因此她設想染色體的端粒應該是維持其穩定的重要部件。
巴巴拉畢業後仍留在康乃爾大學擔任植物學的講師，她集合好幾個研究員進一步研究有關玉米的細胞遺傳學。在研究期間她發明了用胭脂紅色素去染玉米染色體的方法，使她成為第一位能染出玉米10條染色體的專家。1929年她在「遺傳學報」發表了玉米有三倍體染色體的文章，令當時的科學家開始對玉米的研究有興趣。接著在1930年她又成為第一個提出在減數分裂時染色體有交換現象發生的假設，由此她更觀察出染色體透過重組會形成新的特徵。1931年她發表了玉米的遺傳譜。

## 在德國短期留學

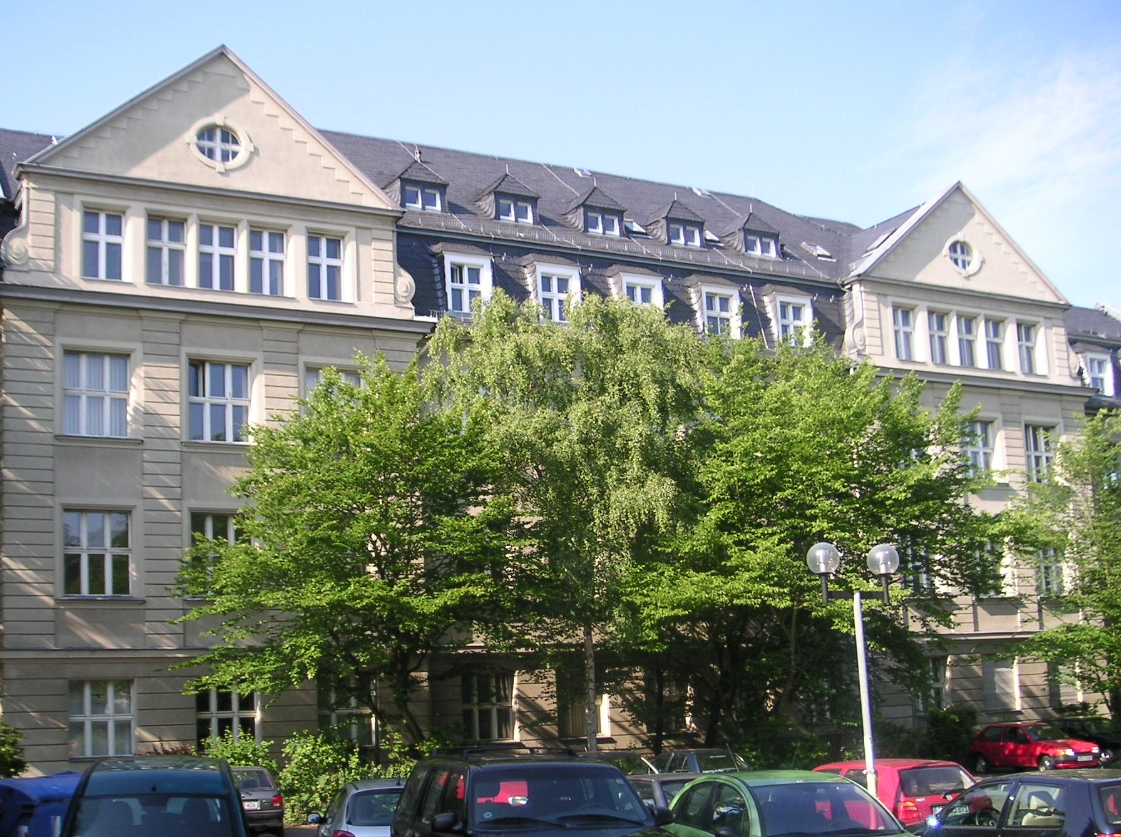
威廉皇帝学会。 麥克林托克不習慣這裡的研究生活。

1933年（大約31歲左右），國家研究委員會的研究獎學金到期時，麥克林托克在摩尔根，愛默生，和斯塔德勒的推薦下獲得了德國古根漢基金會的資助。 最初的計劃是使她能夠與柏林的庫爾特·斯特恩合作。但是自從納粹上台，像斯特恩這樣的猶太科學家面臨第一次壓制。斯特恩搬到加利福尼亞的加州理工學院，再也沒有回到德國。古根海姆基金會敦促麥克林托克按計劃前往柏林的威廉皇帝学会。她在該研究所所長理查德·戈尔德施密特中找到了一位有趣的對話者，儘管他拒絕了基因和突變的概念。 她未做好準備的政治局勢令她震驚，以至於戈德施密特在幾個星期後建議她離開柏林，並在弗賴堡的弗里德里希·奧克爾斯(Friedrich Oehlkers)安排一次逗留。但是，她也沒有在那里呆太久，古根漢基金會也同意她早日返回美國。
麥克林托克回美國後找不到正式工作。 在大多數情況下的女性研究人員，而不僅僅是在美國康奈爾大學的女性研究人員，都以研究助理或研究人員的妻子的形式獲得工作機會。但是，麥克林托克拒絕為女性工作。
但是，她從來沒有得到過男性工作，結果，麥克林托克除了研究以外很少做其他事情，有時被認為是叛逆的。
她在歐洲日益緊張的政治局勢中提早離開德國，然後回到康奈爾，一直呆在那裡，直到1936年，她接受了哥倫比亞市密蘇里大學植物學系的路易斯·斯塔德勒提供的正式的助理教授職位。仍在康奈爾大學期間，她得到了愛默生的努力為她獲得的洛克菲勒基金會的兩年資助。

## 密蘇里大學

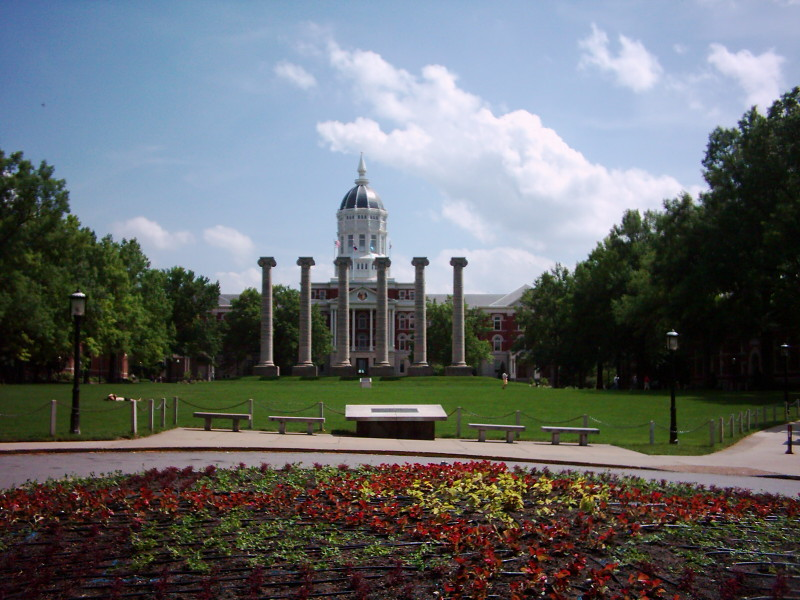
杰西楼（Jesse Hall）。 密蘇里大學的象徵，建於1893年。

密蘇里大學的路易斯·斯塔德勒渴望給麥克林托克一份工作。斯塔德勒說服該大學的秘書處於1936年春季聘請當時33歲的麥克林托克擔任助理教授。儘管就能力和年齡而言，這種待遇對麥克林托克來說太低了，但這是她的第一份全職工作，這使麥克林托克得以專注於她的研究。年薪為$ 2,700（截至1937年）。
麥克林托克在密蘇里學到使用X射線使基因突變的方法，透過此技術她成為第一個發現環狀染色體的專家，更知道了染色體不穩定而形成此因的理論。她利用X射線來研究染色體的裂—合—橋週期。在1938年證明了端粒和著絲粒扮演了保存染色體遺傳訊息的角色。

## 冷泉港

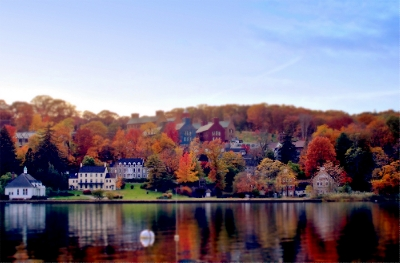
冷泉港实验室

她在密蘇里大學時因為身為女性，因此薪資只有極為不公平的3000美元，遠少於其他男性研究員。所以到了1941年她終於受到了邀請去一個更好的「冷泉港實驗室」，這裡有更好的資源及支援供她繼續從事研究工作。在1944年她在遺傳上的傑出成就獲得承認，巴巴拉成為「美國國家科學院」的院士，而當時她是史上第三位獲得這項榮譽的女性。一年之後的1945年她更當選為「美国遗传学学会」的首位女性主席。

### 發現調節元件

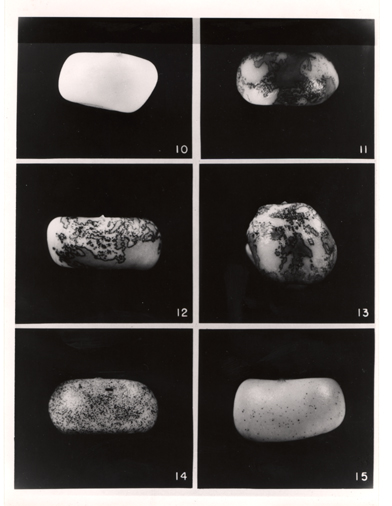
Ac/Ds在控制元素和玉米鑲嵌花色中的關係。 10中的種子是無色的，不存在Ac元素，并且Ds抑制了稱為花青素的有色顏料的合成。 在11至13中，存在一份Ac。 Ds可以移動並產生一些花青素，從而形成馬賽克圖案。 在14的玉米粒中有兩個Ac元素，在15中有三個。

1944年夏天，麥克林托克繼續在冷泉港實驗室研究為什麼玉米種子會有不同顏色的主題，而且這顏色的不稳定遺傳 。經過一番研究，她找到了兩個新的基因座，她將其命名為「Dissociator」（Ds）與「Activator」（Ac）。她找到的「Dissociator」不只是能打斷染色體，當「Activator」存在時還能使鄰近的基因改變。這突破性的發現使所有科學家大吃一驚。因為當時分子生物學技術並不發達，她只能用雜交的方法，再透過顯微鏡的觀察才得到結論。她觀察到當「Ds」移動時，「粒狀蛋白色彩基因」（aleurone-color gene）就會不受抑制的釋放出來，進而得到活化而合成色素。但前提是「Ac」要能先控制「Ds」的進行，更神奇的是「Ds」的轉換是隨意的，不同的玉米種子會有不同顯色狀態，因此顏色就會有所不同。綜合研究觀察後她提出一個理論－就是「Ds」與「Ac」這種活動元素，會調節基因的抑制力以及控制它的活性。她更稱「Ds」和「Ac」是一種「調節單位」（controlling units），她大膽假設這種基因的調控解釋了為什麼在多細胞生物中，單一的基因組卻能使不同細胞具有不同功能。但她這個新觀念卻和當時多數人一基因一功能的想法有所衝突，而且這理論在一時間很難被人了解及接受。但即使如此她卻不理會世人的眼光，繼續她的研究。一直到1953年大家既然仍不相信她，因此她被迫決定不再把資料及論文對外發表。

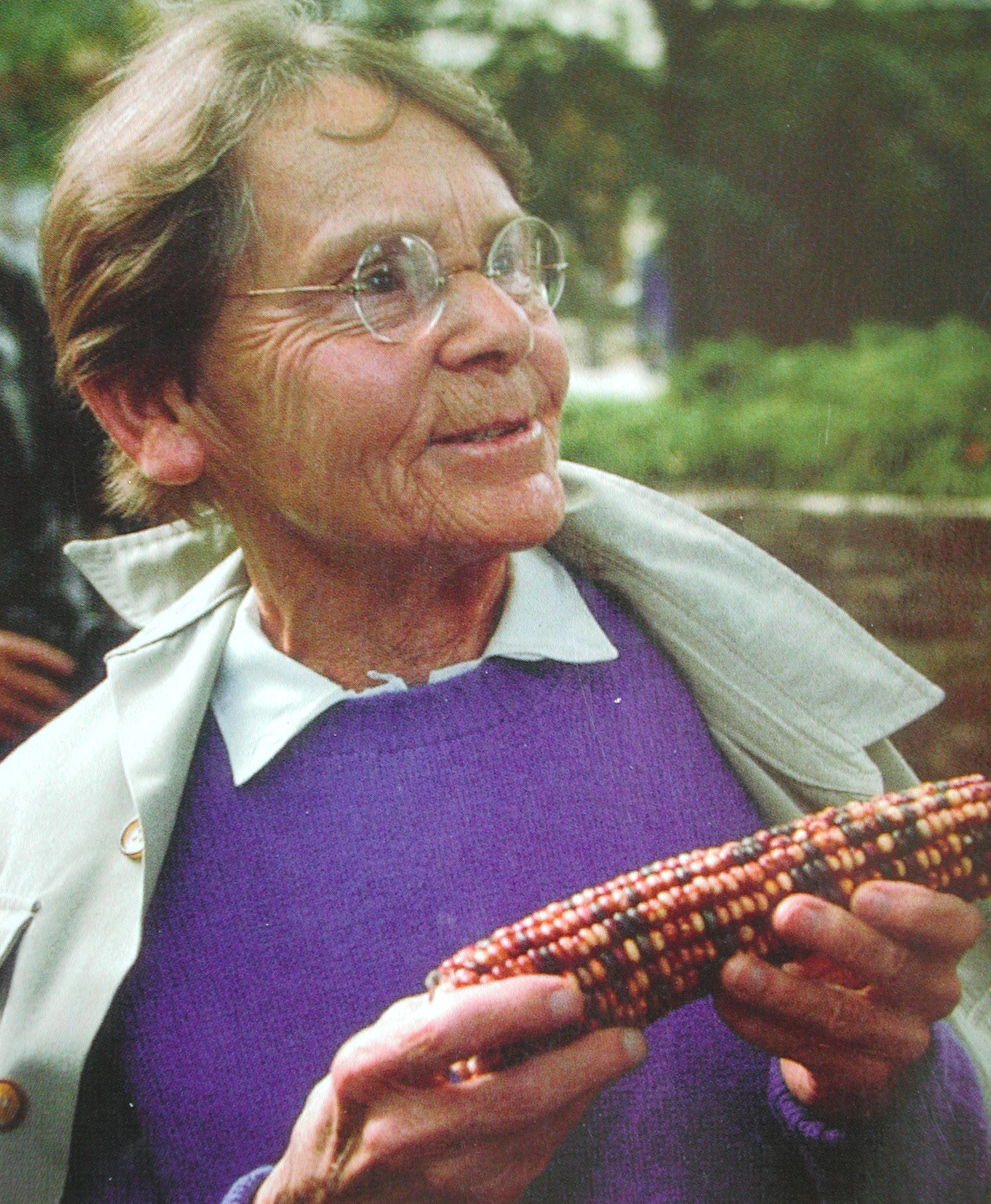
芭芭拉·麥克林托克和她的一項成果。

### 玉米的起源

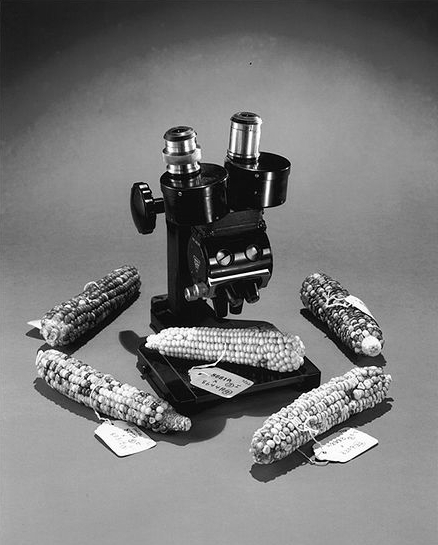
麥克林托克的顯微鏡和玉米穗。在華盛頓特區國家自然歷史博物館展出。

1957年，麥克林托克獲得了美國國家科學院和洛克菲勒基金會的資助，開始對中美洲和南美洲的本地野生玉米株進行研究。 該基金會的目的是了解野生玉米的瀕危狀況，但麥克林托克還試圖了解玉米種植的傳播以及人類遷徙和貿易的歷史。 她還學習西班牙語，並於1958年至1960年在南美生活和學習。她對研究通過染色體變化的玉米進化很感興趣 ，而且在南美這將使她能夠更大規模地工作。麥克林托克探索了玉米各品種的染色體，形態和進化特徵。 在1960年代和1970年代進行了大量工作之後，麥克林托克和她的合作者發表了開創性的研究《玉米品種的染色體組成》，在古植物學，民族植物學和進化生物學上留下了印記。

### 重新發現

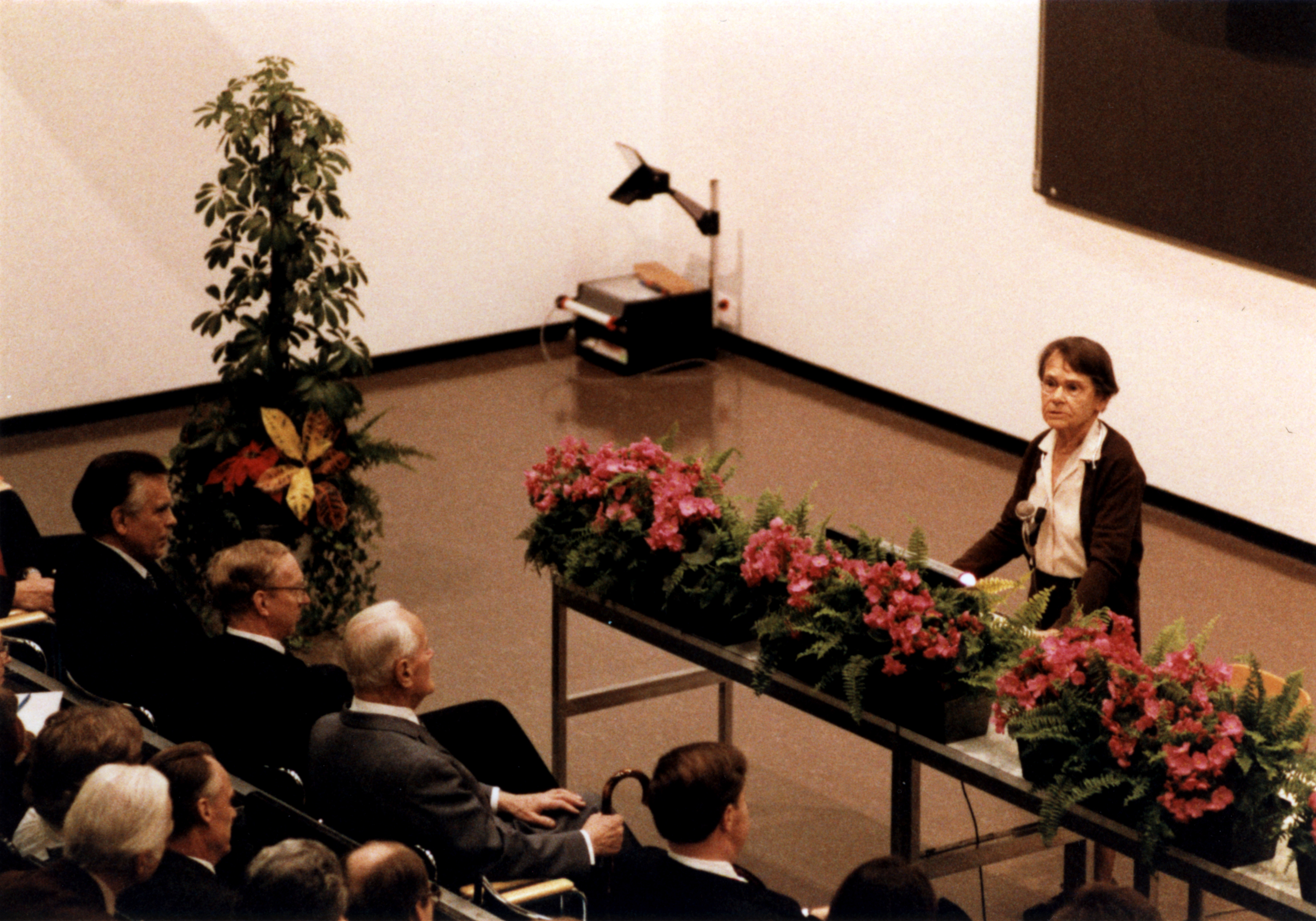
芭芭拉·麥克林托克在諾貝爾演講中

1960年代揭示了麥克林托克所作貢獻的重要性，當法國科學家方斯華·賈克柏與賈克·莫諾發現了「乳糖操縱子」，從而認定乳糖操縱子與基因的調控有關時，她在1951年用“Ac/Ds”演示了這個概念。繼賈克柏與莫諾於1961年發表的《分子生物學期刊》論文《蛋白質合成中的遺傳調控機制》之後，麥克林托克注意到該理論與她的工作之間有許多相似之處，並在《美国博物学家》雜誌發表了一篇論文，比較了乳糖操縱子及其在玉米中控制元素的成果  。 還發送了副本。 然而，即使莫諾也沒有意識到麥金托克的研究的重要性，也沒有在他的1961年評論中提及麥克林托克的論文。 麥克林托克也在1965年的布魯克海文（Brookhaven）研討會上作了演講，但也沒有任何回應。 即使在20世紀後期，麥克林托克對生物學的貢獻仍未被廣泛認為等同於基因調控的發現。此外，莫諾因其操縱子理論等成就而獲得1965年诺贝尔生理学或医学奖。
但其實早在十多年前巴巴拉就已經有類似發現，接著她將自己的研究應用到細菌及酵母菌上。隨著時代的進步與分子生物學的發展，在1970年代，「Ds」與「Ac」終於被其他科學家複製繁殖成功，並且知道它是「II型轉座子」，更清楚的了解其相關的機制。
1971年，麥克林托克從美國總統尼克松獲得了美国国家科学奖章。 1973年，以她的名字命名了冷泉港實驗室的一幢建築物。 1981年，她成為麦克阿瑟基金会麦克阿瑟奖的第一個獲得者，每年獲得60,000美元，為期5年，獲得了拉斯克基礎醫學研究獎，沃爾夫醫學獎和托馬斯·亨特·摩尔根獎章（与馬庫斯·羅茲）。 1982年，麥克林托克因研究改變遺傳信息和控制其遺傳表達而獲得哥倫比亞大學獎。
終於証明巴巴拉當時的假設是正確的，因此她終於得到世人的認同並獲得來自於各界的殊榮，而最大讚揚莫過於1983年诺贝尔生理学或医学奖。

## 晚年
麥克林托克在紐約長島的冷泉港實驗室擔任該領域的關鍵負責人和研究員，此後她度過晚年，獲得諾貝爾獎。 麥克林托克於1992年9月2日在紐約亨廷頓因自然原因去世，享年90歲。 她從未結婚或生過孩子。

## 遺產
2005年5月4日，美國郵政局發行了“美國科學家”紀念郵票系列，這是一套四枚37美分的自粘郵票，採用幾種配置。 描繪的科學家是麦克林托克、约翰·冯·诺伊曼、乔赛亚·威拉德·吉布斯和理查德·費曼。麥克林托克還在1989年瑞典出版的四郵票雜誌上被作過專題報導，其中展示了八位獲得諾貝爾獎的遺傳學家的工作。康奈爾大學的一棟小樓和冷泉港實驗室的一棟實驗樓以她的名字来命名。 在柏林新的“阿德勒斯霍夫發展協會”科學園中，一條街道以她的名字命名。

## 引用
1. ↑  Nobel Prize.
2. ↑  Davison., Reynolds, Moira. . Jefferson, N.C.: McFarland. 1999. ISBN 978-0786406494. OCLC 40926627.
3. 1 2  Comfort 2001，第23–27頁.
4. ↑  Fedoroff 1995，第215頁.
5. ↑  Kass & Provine 1997，第123頁.
6. ↑  Kass 2000，第64頁.
7. ↑  Fedoroff 1995，第216頁.
8. ↑  McClintock 1983.
9. ↑  Kass 2003，第1251–1260頁.
10. ↑  Nathaniel C. Comfort: The Tangled Field. Barbara McClintocks Search for the Patterns of Genetic Control. 2. Aufl., Harvard University Press, Cambridge, Massachusetts, 2003, S. 60–62.
11. ↑  Comfort 2001，第84–94頁.
12. ↑  Fedoroff 1995，第226頁.
13. ↑  Comfort 2001，第209–217頁.
14. ↑  CSHL Biography.
15. ↑  The Barbara McClintock Papers – Origins of Maize.
16. ↑  McClintock 1961，第265–277頁.
17. ↑  Fedoroff 1995，第224頁.
18. ↑  Comfort 1999，第133–162頁.
19. ↑  . Cold Spring Harbor Laboratory Archives.   [2009-08-10]. （原始内容存档于2011-08-21） （英语）.
20. ↑  . The John D. and Catherine T. MacArthur Foundation.   [2009-08-10]. （原始内容存档于2011-08-21） （英语）.
21. ↑  
Barbara McClintock: The world has finally caught up to her ideas. (en) // Popular Mechanics : Journal. — 1984. — No. 2. — P. 62A.
22. ↑  
. Lasker Foundation.   [2009-08-15]. （原始内容存档于2011-08-21） （英语）.
23. ↑  . Wolf Foundation.   [2009-08-15]. （原始内容存档于2011-08-21） （英语）.
24. ↑  
. Genetics Society of America.   [2009-08-15]. （原始内容存档于2004-12-12） （英语）.
25. ↑  . Columbia University.   [2009-08-15]. （原始内容存档于2011-08-21） （英语）.
26. ↑  Kolata 1992.
27. ↑  Washington Post.
28. ↑  Berlin.